# Gorō Itō
Gorō Itō (伊藤吾朗?, Itō Gorō; 17 dicembre 1965) è un ex giocatore di football americano e allenatore di football americano giapponese che ha giocato come guardia e outside linebacker.

## Palmarès
- 1 Mondiale (2003[1])
- 1 Rice Bowl (Kajima Deers[1], 2009)